# Lucy Turmel
Pour les articles homonymes, voir Turmel.
Lucy Turmel, née le 24 septembre 1999 à Ipswich, est une joueuse professionnelle de squash qui représente l'Angleterre. Elle atteint la 20e place mondiale en avril 2022, son meilleur classement. Elle est championne d'Europe junior en 2018.

## Biographie
Après un titre de championne d'Europe junior en 2018, elle participe aux championnats du monde 2018-2019 s'inclinant au premier tour face à sa compatriote Fiona Moverley. En avril 2022, elle intègre pour la première fois le top 20.

## Palmarès

### Titres
- Monte-Carlo Squash Classic: 2023
- Scottish Open : 2020
- Championnat d'Europe par équipes : 2 titres (2022, 2023)
- Championnats d'Europe junior : 2018

### Finales
- Open de Richmond 2025
- Championnats d'Europe par équipes : 2024